# Albert Ghiorso
Albert Ghiorso (ur. 15 lipca 1915 w Vallejo, zm. 26 grudnia 2010 w Berkeley) – amerykański naukowiec, odkrywca pierwiastków chemicznych. Studiował na uniwersytecie w Berkeley.
Ghiorso uczestniczył w otrzymaniu następujących pierwiastków chemicznych:
- ameryk ok. 1945
- kiur w 1944
- berkel[2] w 1949
- kaliforn[3] w 1950
- einstein w 1952
- ferm w 1953
- mendelew[4] w 1955
- nobel[5] w 1958
- lorens[6] w 1961
- rutherford[7] w 1969
- dubn[8] w 1970
- seaborg[9] w 1974

Przed ujawnieniem skandalu z odkryciem oganesonu, koledzy Ghiorsa z Uniwersytetu Berkeley zaproponowali nadanie temu pierwiastkowi nazwy ghiorsium.